# Mingzhong, Sichuan
Mingzhong (kinesiska: 鸣钟乡, 鸣钟) är en socken i Kina. Den ligger i provinsen Sichuan, i den sydvästra delen av landet, omkring 220 kilometer öster om provinshuvudstaden Chengdu. Antalet invånare är 14 350. Befolkningen består av 7 145 kvinnor och 7 205 män. Barn under 15 år utgör 21,0 %, vuxna 15-64 år 62 %, och äldre över 65 år 15,0 %.
Genomsnittlig årsnederbörd är 1 451 millimeter. Den regnigaste månaden är juni, med i genomsnitt 287 mm nederbörd, och den torraste är december, med 12 mm nederbörd.